# Avellino
Avellino város (közigazgatásilag comune) Olaszország Campania régiójában, az azonos nevű megyéjének központja.

## Fekvése

Avellino község Avellino megye térképén

Nápolytól északkeletre fekszik, síkvidéken, hegyek által közrefogva, a salernói és beneventói utak találkozásánál. Határai:  Aiello del Sabato, Atripalda, Capriglia Irpina, Cesinali, Contrada, Grottolella, Mercogliano, Monteforte Irpino, Montefredane, Ospedaletto d’Alpinolo és Summonte.

## Történelem
A római hódítások előtt az ősi Abellinum a szamniszok egyik törzsének, a hirpinusoknak volt központja.
Lakosai a 4. században tértek át a keresztény hitre és püspöki székhely lett. A gót és vandál inváziók után Avellino longobárd központ lett. Ekkor épült fel a vára a Terra nevű dombon. A középkorban először a Beneventói Hercegség majd a Salernói Hercegség része lett.
1100-ban, a normannok dél-itáliai uralkodása idején Riccardo dell’Aquila nemes szerezte meg. Később, I. Anjou Károly jóvoltából a birtokot a Montfort család szerezte meg, őket a Del Balzo majd Filangeri családok követték.
A birtok feletti jogokat 1581-ben megvásárolta Don Marino I Caracciolo, Atripalda hercege, gazdag nápolyi patrícius család sarja, aki először használta az Avellino hercege címet (1589). Avellino így a Caracciolo család székhelye lett. Don Marino fia, illetve unokája a Nápolyi Királyság főkancellárjai voltak, illetve az aranygyapjas rend lovagjai. Az unoka, Don Marino II (1587–1630) Giambattista Basile, a Pentamerone írójának támogatója volt.
1861-ben Avellino az Olaszország egyesítéséért küzdő felkelők központja volt. Az egyesítés ennek ellenére nem járt haszonnal a város számára, ugyanis Nápoly-Benevento-Foggia vasút elkerülte. Nem segített fejlődésén a tengertől való távolsága sem.
1943-ban a várost szövetséges repülők bombázták, hogy elvágják a német harckocsik visszavonulási útvonalát a Ferriera hídon keresztül.
Avellinót történelme során gyakran érték földrengések: legutóbb 1980. november 23-án és 1981. február 14-én.

## Népessége
A népesség számának alakulása:

## Főbb látnivalói
- Az ősi Abellinum romjai megtekinthetők Atripalda mellett, 4 km-re keletre a mai Avellinótól.
- A román katedrális és kripta, amely egy gazdag és híres római villa helyén épült, és amely a Vezúv 346-os kitörése után néptelenedett el.
- A Piazza Castellón még láthatók a longobárd kastély maradványai.

## Külső hivatkozások
- Hivatalos weboldal
- Avellino magazin
- Giuseppe Stefanachi oldala
- A Caracciolo család története (regisztráció szükséges)